# ブリッジウォーター大学
ブリッジウォーター大学（英語名:Bridgewater College） は、アメリカ合衆国バージニア州ブリッジウォーターにある4年制の私立大学。しばしばその頭文字を取ってBCと略して称される。首都ワシントンD.C.及び州都リッチモンドからは車でおよそ3時間（125マイル）の場所に位置する。郊外に位置し、小規模な大学ではあるが、バージニア州において最も古い男女共学制の4年制私立大学である。古くからブレズレン大学連盟（BCA）の加盟大学校の一つとして知られ、学部学生は3年次に世界十数カ国から他の同連盟加盟校である一校を選択して交換留学をすることが可能である。学校のシンボルである動物は鷲であり、ロゴマークにも鷲の絵が描かれている。

## 沿革
- 1880年、当時バージニア大学の同窓生であったダニエル・C・フローリーによって、スプリングクリーク普通学校及び大学教会として設立される。この頃に建立された建造物は現在残っておらず、また写真も現存していないため数枚のスケッチ画が学内の図書館等に資料として残るのみとなっている。
- 1889年、正式に名称を現在のブリッジウォーター大学と定められる。バージニア州から正式に生徒への単位授与の認可が与えられる。
- 1891年、同大学最初の教養学士学位授与が行われる。

## キャンパス概要
- 学生寮

学生寮は基本的にルームシェアの形で2人または3人1部屋の生活が主な居住形態である。全館禁煙・禁酒であり、違反者には罰金が課せられる。各寮には1人の寮長と2人の寮長補佐がいることが多く、それぞれ一人一部屋分（夫婦の場合であれば二人一部屋）が与えられる。
- 男性寮
  - ライト・ホール　　1958年から1959年にかけて建設・建立される。164人余居住可能。
  - ヘリテージ・ホール　　1963年から1964年にかけて建設され、建立。ライト・ホールに隣接。170人余居住可。
  - ウェイクマン・ホール　　1980年建立。およそ100名居住可能。名称は同大学支援者の一人であるクリスタル・D・ウェイクマンの名前から。

- 女性寮
  - ブルーリッジ・ホール　　1949年建立。名称は1944年にメリーランド州で閉校となったブルーリッジ大学からつけられたもの。
  - デールヴィル・ホール　　1962年から1963年にかけて造られる。105名が居住可能。1923年に同大学に合併となった当時のデールヴィル大学から名づけられたもの。
  - ディロン・ホール　　1965年から1966年にかけて建造された女子寮。およそ170人が居住可能。当時ブレズレン教会の指導者であったジョン・H・ディロンと同大学支援者である彼の息子達にちなんで名づけられたものである。
  - ガイザート・ホール　　1990年に建立された172人の学生を収容可能な女子寮。名称は1964年から1994年の30年間を同大学の学長として務めたウェイン・F・ガイザートに由来するものである。
- その他の学生寮
  - 学生アパート　　2004年に完成。ウェイクマン・ホールに隣接し、同大学で最初の男女共学宿泊施設。A～Dの4つの居住区から成り（Aタワーなどと称される）、それぞれキッチンやラウンジ、ランドリーなどを所有。188名の共同宿泊施設であり、規定上は学年が上の学生から順に住むことが可能であるということになっている。居住タワー1つにつき2つ、計8つのロフトを有する。
- 教育設備
  - メモリアル・ホール　　1890年当初、「スタンリー・ホール」の名称で設立された大学で最も古い建造物。1927年、現在のメモリアル・ホールへと改称された。以来数回の補修工事を経て現在に至る。1950年代から60年代にかけて地下の軽食堂"Eyrie"がそれまで学生の主な食事のできる施設だった。コミュニケーションとアートの学部の授業が主に行われる。
  - クライン・キャンパス・センター　　1969年建立。ブッフェ形式の学生食堂、本屋、郵便、そして学生食堂の決まった時間に食事がとれなかった学生のための「イーグルズ・ネスト」という名称の軽食堂で構成されている複合型建造物。
  - ボウマン・ホール　　1953年建立。英語、社会学、哲学などをはじめとする7つの学部が集合、これらに該当する学科の授業は主にこの建物で行われる。
  - フローリー・ホール　　1903年、ファウンダーズ・ホールとして建立。以降、ワード・ホールと名称が変わり、1984年に現在の名称へと改変。履修登録・諸書類を取り扱う事務室や歴史等の学科の授業が行われる。
  - マッキンニー・センター　　1995年設立。象徴的な欧米風の柱など建物の造りに特徴が見られる。植物園が隣接し、顕微鏡等の研究用設備が整っている教室が多数あるなど、科学・化学及び数学の学部学生は主にここで授業を受ける事が多い。
  - ナイニンジャー・ホール　　人によっては発音の違いから「ナイニンガー・ホール」とも呼ばれる。1957年から1958年まで建設。数年後再構築を経て現在に至る。体育館と、底が自由に上下することができるプールを有する。入学式やバスケットボールの試合などはこの体育館が頻繁に使用される。
  - コール・ホール　　二階席のある会館。ステージでは演劇・コンサート・講演などが催される。ガラス張りの入り口を抜けたエントランスには世界各国の国旗が並べられている。
  - ファンクハウザー・センター　　医務室も併設されている運動施設。2001年建設。機会によるフィットネス施設、室内テニス練習場、体育館を有する。学生はIDカードを提示することで誰もがスポーツ用具を利用することができる。定期的にエアロビクスなどのイベントも行われる。
- 学内教会
  - カーター・センター　　1914年に設立された同大学内のキリスト教系教会。毎週日曜日の午前中に利用できる礼拝堂の他、聖歌隊や映画の上映など幅広く使用できるホールが併設されている。
- 図書館
  - アレクサンダー・マック記念図書館　　1962年に着工され翌年に設立した学内唯一の図書館。約18万冊を超える書物を収容する地下、1階、2階の3階建て。コンピューターも利用することができる。また1902年以来保管し続けている政府関係記録及び文書は約5万部にも上る。2階にはアメリカ独立宣言文書のコピーを始めとするが展示が一部分を占めている。また、DVD並びに他の映像資料も同図書館内で閲覧することができる。大学に関係した様々な人物の肖像画と、歴史的なタペストリーが壁を飾っているのが特徴。また2階には大学の歴史的推移が写真と共に展示されている。

## 学生生活
- 学生の多くは学内の駐車場に車を所有し、友人宅やクラブでのパーティーは週末に行われることが多いため、近郊のハリソンバーグやシャーロッツビル等に車で出かけることもしばしば見受けられる。
- スポーツが大変盛んな大学で、特にアメリカンフットボールのチームは大学第3部リーグに所属しており、数々の成績を残している。他のスポーツにおけるクラブ活動も様々であり、アメリカンフットボールのチームを含め大学の正式なスポーツチームの呼称は一貫してイーグルス（BCイーグルス）である。
- 郊外に位置しているというその地形と自然環境を生かし、乗馬の授業があるのも特徴の一つ。
- 一年を通してコンボ (Convocations) と呼ばれるプログラムが存在。学生は春学期・秋学期の各学期中に最低７回、学内で行われる何らかの講演や映画、演劇などのイベントに出席することが義務付けられている。これらの出席は毎回イベントの終了後にIDカードを専用の機械に通すことでカウントされる。
- 基本的に大学からの情報は全てEメールにて通知される。また学内新聞であるヴェリタス (Veritas) も定期的に発行されている。
- 安全性の観点から、寮は夜12時前後を境にロックされる為、学生寮の入り口に取り付けられている機械にIDカードを通さなければ入ることは不可能になる。また、学生寮を含めほぼ全ての建物の部屋に冷暖房が完備されている。
- 秋学期（9月上旬～1月上旬）から始まり、中間学期（インタータームと呼ばれることが多い。1月上旬～下旬）を経て、春学期（1月下旬～5月上旬）で一年が終了。夏期休暇期間中も学内では講習や夏期授業が行われる。